# Сетчатое кружево Луанко
Сетчатое кружево Луанко — это испанская техника кружева, которая выполняется в три разных этапа на квадратной сетке, в которой отмечен рисунок, где вышивальщица делает на основе различных стежков и технических ресурсов. 
Основной центр кружевоплетения располагался в городе Луанко (Испания).

## История
Первые документальные следы присутствия этого кружева в Луанко приводят нас к описи приданого невесты второй половины XVII века, чья самая драгоценная одежда была украшена разными видами кружев, рандами, сетками и т. д. 
На протяжении XIX-го века множество упоминаний о включении сетчатого кружева в различные предметы домашнего приданого и одежды для личного пользования позволяют нам предположить обобщение его производства, использования и коммерциализации, которое вышло за местные и международные границы.
Что касается национальной сферы, то в 1852 году Мария Микаэла Вальдес Бусто и Руфина Фернандес Пердонес заявляют, что продали Педро Диасу де Фермосель, Саморано, 800 ярдов сетки и 20 обрезков для альбов. 
Между 1842 и 1875 годами можно было изучить различные описи и списки приданого, в которых сетка фигурирует как украшение для простыней, подушек или салфеток. 
В 1847 году в описях упоминает сетки, купленные в Луанко, и отправку денежных переводов в Гавану. 
В 1861 году Леопольдо Гарсия признает долг в размере 1080 реалов за сетку, которая была доставлена в Гавану.
На основании данных исторических архивов, можно сделать вывод, что  импорт данного вида кружева из Испании за границу на несколько десятилетий опережает объемы, которые в данное время были в Испании. 
В 1875 году мы знаем о существовании текстильной торговли в Луанко, документально подтверждено, что сестры Мария Хесус, Гертрудис и Мануэла Гонсалес-Пола Миранда занимались производством и торговлей этими кружевами.
Предметы, представляющие несомненный интерес, хранятся в различных коллекциях в Луанко и Мадриде, большое количество из них датируется периодом между XVII и XX веками, что сводит на нет теории, согласно которым начало такой ремесленной деятельности совпадало с учением Сантисимо Кристо дель Сокорро (Луанко) в последней трети XIX века. Действительно, такое учреждение сыграло важную роль в обучении ремесленников, которые должны были сформировать первые известные мастерские, посвященные мелкосерийному производству и сбыту этих кружев. Предполагается, что в это же время технические и рисовальные нововведения, которые начали распространяться через французские, английские, немецкие или итальянские специализированные журналы, которые будут отвечать за обновление точек, приемов и схем, а также за отказ от традиционных форм и приемов.
Первая половина ХХ-го века, и особенно после Выставки труда 1926 года, были золотыми годами в производстве и сбыте кружева. В это время появились самые известные мастерские, которые придали сетке Луанко национальную и международную известность: Hermanas Pedrera, Hermanos Ramos, Hermanos Morí, Parroquial Workshop с Марией Гонсалес-Пола, Falange Workshop под руководством Пилар Мори.

## Хранение и экспонирование
Одним из справочных коллекций Mesh Lace из Луанко является коллекция, известная как Педагогическая коллекция текстиля Мадридского университета Комплутенсе, в которой испанский специалист Мария Анхелес Гонсалес де Мена идентифицировала несколько произведений с XVIII по XX века, происходящих из Луанко, сделанных с использованием своих традиционных методов и своеобразных рисунков. Специалистка  идентифицировала эти сетки и назвала их «Escuela de Luanco». 

## Современность
В настоящее время регистрация торговой марки Malla de Luanco находится в ведении городского совета Госона.

## Изготовление
Для изготовления сетки используются следующие инструменты: нить, челночная игла, мешеро, тендемозо и рамка.
Сначала изготавливается основная ткань – сетка. В тенмозо (вертикальная планка, которую кружевница держит ногами) сетка удерживает нити во время ее изготовления.
Следующим этапом является вышивка сетки, которая состоит из двух этапов: оформление и разметка рисунка (при размещенной и идеально натянутой сетке в раме маркер обводит рисунок, который будет вышиваться, более толстой нитью) и вышивка. (сочетание самых разных стежков).
Наконец, когда кружево все еще находится в рамке, оно завершается (традиционно на основе рыбьего клея), позволяя ему высохнуть на воздухе, а затем разрезает его.